# Дзьоган червонокрилий
Дзьога́н червонокрилий (Veniliornis affinis) — вид дятлоподібних птахів родини дятлових (Picidae). Мешкає в Амазонії та на сході Бразилії.

## Підвиди
Виділяють чотири підвиди:

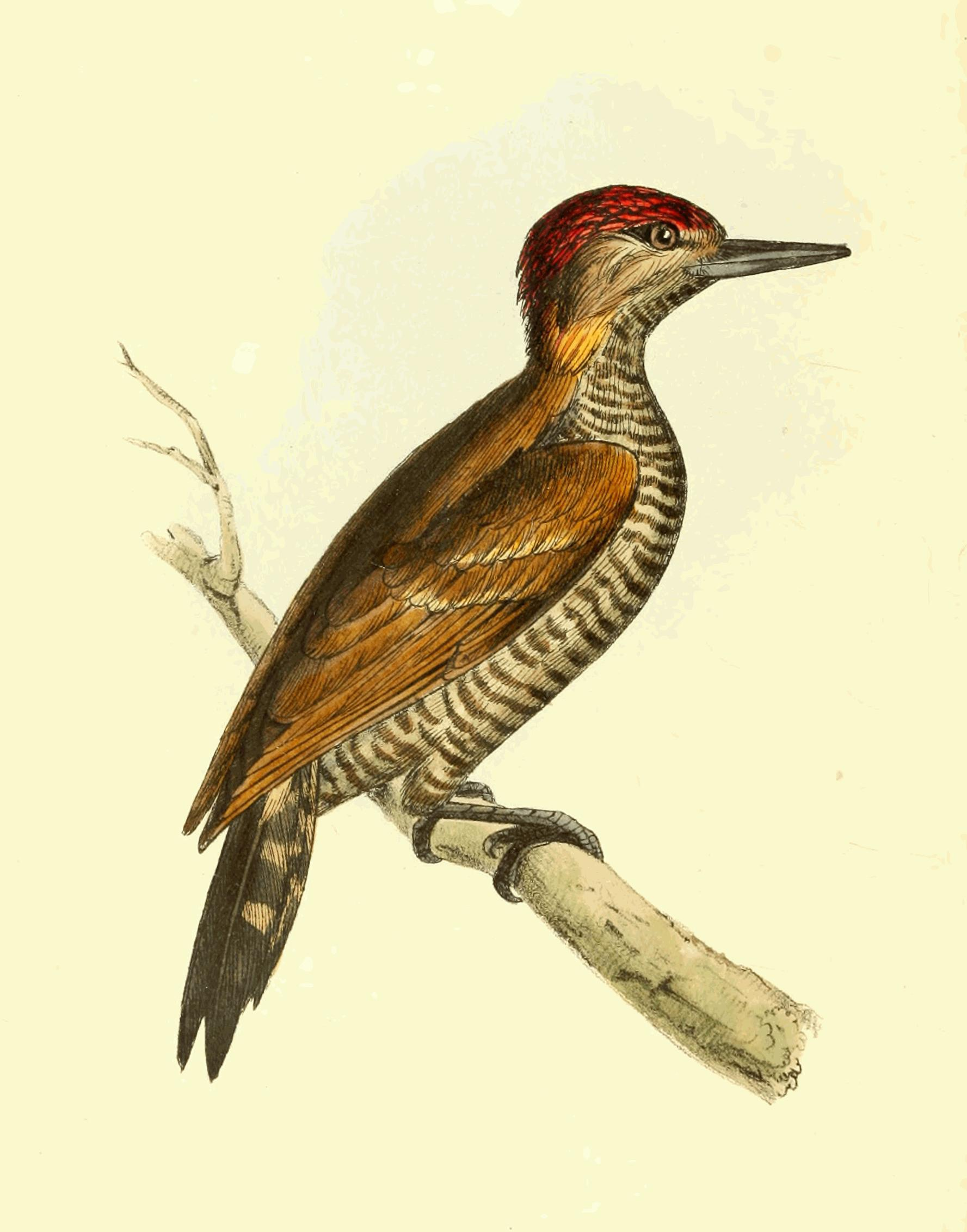
Червонокрилий дзьоган

- V. a. orenocensis Berlepsch & Hartert, E, 1902 — південно-східна Колумбія, південна Венесуела і північна Бразилія;
- V. a. hilaris (Cabanis & Heine, 1863) — схід Еквадору і Перу, північ Болівії і захід Бразилії;
- V. a. ruficeps (Spix, 1824) — центр і північний схід Бразилії;
- V. a. affinis (Swainson, 1821) — східне узбережжя Бразилії.

## Поширення і екологія
Червонокрилі дзьогани мешкають в Колумбії, Венесуелі, Еквадорі, Перу, Болівії і Бразилії. Вони живуть в амазонській сельві і варзейських лісах (тропічних лісах у заплавах Амазонки і її притоків), а також у вологих атлантичних лісах. Зустрічаються поодинці або парами, на висоті від 100 до 1300 м над рівнем моря.